# متحف أماصرة
متحف أماصرة (تركي: أماسرا موسيزي) هو متحف في منطقة أماصرة في مقاطعة بارتين، شمال غرب تركيا. تأسست في عام 1982، وهي تعرض التحف الأثرية والمواد الاثنوغرافية.
يزور المتحف أكثر من 50000 سائح سنويًا.

## الموقع
يقع متحف أماصرة في في حي كوم في أماصرة.

## التاريخ
يعود تأسيس متحف أماصرة إلى عام 1955 عندما تم فتح العناصر التي تم جمعها، والتي تم تخزينها في قاعة صغيرة في مبنى البلدية، للجمهور كمعرض. في عام 1969، انتقل المتحف إلى مبنى مدرسة ابتدائية سابقة. في 30 يناير 1982، تم نقله إلى المبنى الحالي. بدأ بناء هذا المبنى كمدرسة بحرية في عام 1884، لكنه بقي غير مكتمل. في عام 1975، حصلت وزارة الثقافة على المبنى واكتمل في عام 1976.
خضع مبنى المتحف لعملية ترميم شاملة بين عامي 2014 و 2015.

## المعارض
يتكون المبنى المكون من طابق واحد من أربع قاعات، اثنان مخصصان للتحف الأثرية واثنان للأصناف الإثنوغرافية. يتم جمع معظم المعروضات من أماصرة وحوالي. يحتوي المتحف على 1,168 عنصرًا و901 أثرًا و 744 إثنوغرافيًا.
تحتوي ساحة المتحف على قطع أثرية حجرية من الفترات الهلنستية والرومانية والبيزنطية والجينوسية.
توجد خريطة للبحر الأبيض المتوسط، يعود تاريخها إلى عام 1884 وطبعت في مطبعة المحكمة، معلقة على جدار مدخل المتحف.

## قسم علم الآثار
في القاعة رقم 1، يتم عرض قطع صغيرة الحجم من الفترات الهلنستية والرومانية والبيزنطية. هذه هي التيراكوتا والزجاج الدمعة وزجاجات العطور، والمجوهرات الذهبية والبرونزية الموجودة في القبور، فضلا عن العديد من أمفوراس وأباريق مستخرجة من تحت سطح البحر. هناك التماثيل البرونزية، والأساور، وخطافات الأسماك، والصليب المسيحي، والأسلحة، ومصابيح الزيت، والأواني، وكذلك العملات الذهبية والفضية والبرونزية المعروضة.